# Муха-Цокотуха (мультфільм, 1941)
«Муха-цокотуха» — радянський мультфільм 1941 режисера Володимира Сутєєва, знятий за однойменною казкою Корнія Чуковського.

## Про мультфільм
Щойно закінчений фільм «Муха-цокотуха» режисер Володимир Сутеєв здавав керівництву пізно ввечері в суботу 21 червня 1941 року.— Лариса Малюкова «Передмова до Енциклопедії вітчизняної мультиплікації», с. 20
Прокат мультфільму на той час так і не відбувся. 1950 року, при повторній спробі випустити його на екрани, з'ясувалося, що негатив фільму має пошкодження, а звукова доріжка втрачена — внаслідок чого довгі роки мультфільм вважався втраченим. У 1960 році Сутеєв і більшість художників-мультиплікаторів, які працювали над створенням мультфільму 1941 року, зняли нову екранізацію — фактично його кольоровий ремейк, але з деякими відмінностями за сюжетом і дизайном персонажів. Музика до нього писалася на основі уцілілої партитури Соколова-Каміна. У 1990-ті Держфільмофонду вдалося надрукувати позитивну копію мультфільму 1941 року, в 2014 році вона була оцифрована, а в 2018 — представлена на широкий показ (зокрема, доступна на Youtube). Звукову доріжку йому відновлювали з урахуванням мультфільму 1960 року.